# Псыгансу (село)
Псыга́нсу (кабард.-черк. Псыгуэнсу) — село в Урванском районе Кабардино-Балкарской Республики.
Образует муниципальное образование «сельское поселение Псыгансу», как единственный населённый пункт в его составе.

## География

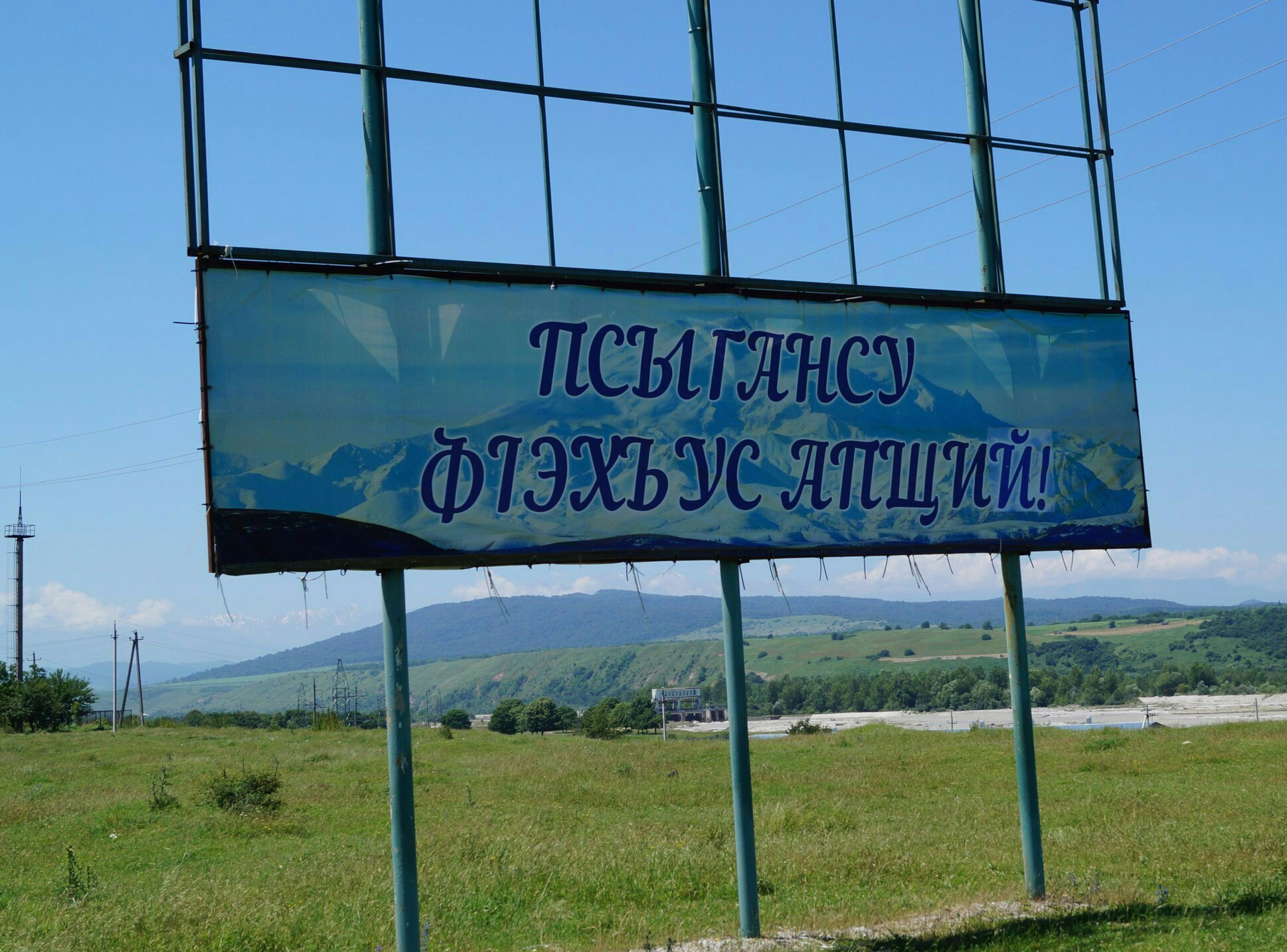
Приветственный указатель у северного въезда в село

Селение расположено в южной части Урванского района, в междуречье рек Черек и Псыгансу. Находится в 17 км к югу от районного центра — Нарткала и в 25 км к востоку от города Нальчик.
Площадь территории сельского поселения составляет — 49,88 км2. Из них сельскохозяйственные угодья занимают — 38,18 км2 (76,5%). Граничит с землями населённых пунктов: Зарагиж на юге, Аушигер на юго-западе, Урвань на северо-западе и Старый Черек на севере. На востоке территория сельского поселения смыкается с землями Государственного Лесного Фонда (Гослесфонда).
Населённый пункт расположен в предгорной зоне республики. Рельеф пересечённый и в основном представляет собой предгорную холмистую местность, резко переходящие на юге и на востоке в горы. Вдоль восточной окраины села тянется хребет Бгицук. Вдоль западной части села тянется Черекский кряж, идущий вдоль правого берега реки Черек. Берега рек в основном с отвесными обрывами. Перепады относительных высот в пределах сельского поселения колеблятся от абсолютных высот в 900 метров на юго-востоке муниципального образования падают до отметок в 450 метров на севере села. Средние высоты на территории населённого пункта составляют около 495 метров над уровнем моря.
Гидрографическая сеть представлена реками — Черек, Псыгансу, Маргущ, Бжекетлефуко, а также их мелкими притоками в пределах сельского поселения. Уровень обеспечения местности водой высокая, благодаря близости залегания грунтовых вод к земной поверхности.
Климат влажный умеренный, с тёплым летом и прохладной зимой. Амплитуда температуры воздуха колеблется от средних +21,5°С в июле, до средних −2,5°С в январе. Среднегодовая температура воздуха составляет +9,5°С. Среднегодовое количество осадков составляет около 750 мм. Основные ветры — северо-западная и восточная. 

## История

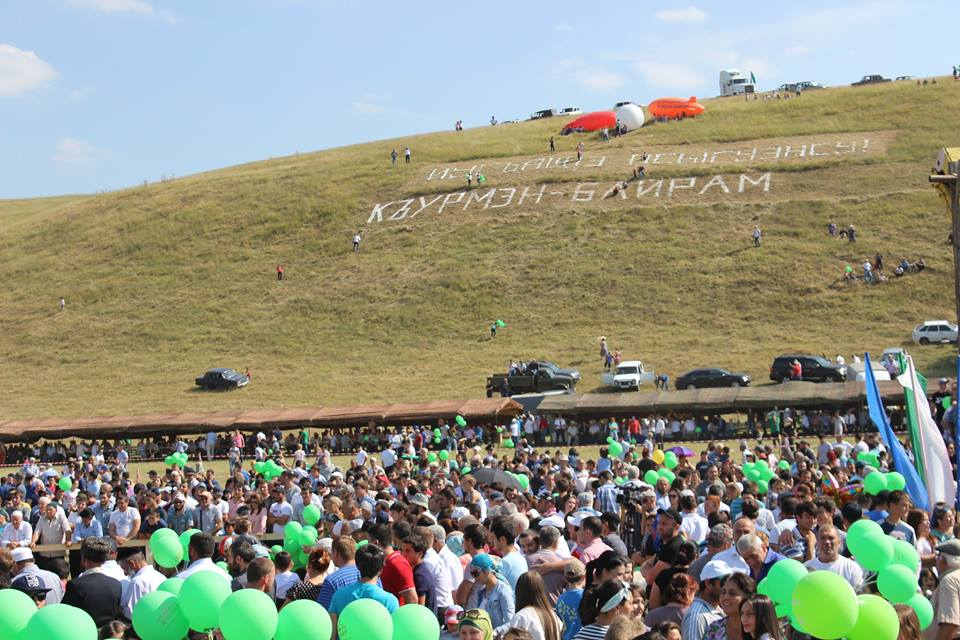
Празднование праздника Гьид (Курбан-Байрам) в селе

Постоянные поселения в междуречье рек Черек и Псыгансу существуют с XVI века. В XVIII веке, в районе впадения реки Псыгансу в Черек располагалось 6 аулов — Жанхотово (кабард.-черк. Жанхъуэтей), Жануково (кабард.-черк. Жаныкъуей), Казиево (кабард.-черк. Къазий хьэблэ), Пшеуново (кабард.-черк. Пщыунэ хьэблэ), Хостово (кабард.-черк. Хъуэст хьэблэ) и Шохтово (кабард.-черк. Шэхъут хьэблэ).
В 1864 году с окончанием Кавказской войны, население аулов резко уменьшилось в ходе массового мухаджирства.
В 1865 году в ходе Земельной реформы Кабарды и программы по укрупнению кабардинских селений, все аулы располагавшиеся выше места впадения реки Псыгансу в Черек были объединены в одно селение, которое получило название — Жанхотово (кабард.-черк. Жанхъуэтей), по имени крупнейшего из 6 объединённых аулов. Однако, до сих пор названия некоторых аулов, сохранились за некоторыми кварталами села.
В 1920 году с окончательным установлением советской власти в Кабарде, решением ревкома Нальчикского округа, Жанхотово как и все другие кабардинские поселения было переименовано, из-за присутствия в их названиях княжеских и дворянских фамилий. В результате село получило своё новое название — Псыгансу, по названию одноимённой реки. Сельский Народный Совет при селе Жанхотово был образован в 1920 году и в том же году был переименован в Псыгансуевский. 
В 1963 году в село были переселены жители упразднённого села Вагацуко, располагавшееся в долине одноимённой речки.

## Население
| 2002  | 2010  | 2012  | 2013  | 2014  | 2015  | 2016  |
| ----- | ----- | ----- | ----- | ----- | ----- | ----- |
| 6685  | ↘6419 | ↗6515 | ↗6528 | ↗6578 | ↗6635 | ↘6617 |
| 2017  | 2018  | 2019  | 2020  | 2021  | 2023  | 2024  |
| ↗6664 | ↗6725 | ↗6769 | ↗6797 | ↗6990 | ↘6946 | ↗6969 |
| 2025  |       |       |       |       |       |       |
| ↗6992 |       |       |       |       |       |       |

Плотность — 140.18 чел./км2.
Национальный состав
По данным Всероссийской переписи населения 2010 года:
| Народ      | Численность, чел. | Доля от всего населения, % |
| ---------- | ----------------- | -------------------------- |
| кабардинцы | 6 386             | 99,5 %                     |
| другие     | 33                | 0,5 %                      |
| всего      | 6 419             | 100 %                      |

По данным Всероссийской переписи 2021 года:
| Народ               | Численность, чел. | Доля от всего населения, % |
| ------------------- | ----------------- | -------------------------- |
| кабардинцы          | 6 674             | 95,47 %                    |
| черкесы             | 201               | 2,87 %                     |
| другие / не указано | 115               | 1,64 %                     |
| всего               | 6 990             | 100,0 %                    |

Поло-возрастной состав
По данным Всероссийской переписи населения 2010 года:
| Возраст     | Мужчины, чел. | Женщины, чел. | Общая численность, чел. | Доля от всего населения, % |
| ----------- | ------------- | ------------- | ----------------------- | -------------------------- |
| 0 — 14 лет  | 670           | 657           | 1 327                   | 20,7 %                     |
| 15 — 59 лет | 2 175         | 2 210         | 4 385                   | 68,3 %                     |
| от 60 лет   | 241           | 466           | 707                     | 11,0 %                     |
| Всего       | 3 086         | 3 333         | 6 419                   | 100 %                      |

Мужчины — 3 086 чел. (48,1 %). Женщины — 3 333 чел. (51,9 %).
Средний возраст населения — 32,8 лет. Медианный возраст населения — 28,9 лет.
Средний возраст мужчин — 31,3 лет. Медианный возраст мужчин — 27,7 лет.
Средний возраст женщин — 34,2 лет. Медианный возраст женщин — 29,9 лет.

## Местное самоуправление
Администрация сельского поселения Псыгансу — село Псыгансу, ул. Ленина, 111.
Структуру органов местного самоуправления сельского поселения составляют:
- Исполнительно-распорядительный орган — Местная администрация сельского поселения Псыгансу. Состоит из 7 человек.
  - Глава администрации сельского поселения — Балкизов Мухамадин Суадинович.
- Представительный орган — Совет местного самоуправления сельского поселения Псыгансу. Состоит из 15 депутатов, избираемых на 5 лет.
  - Председатель Совета местного самоуправления сельского поселения — Цримов Башир Асрифович.

## Образование
- Средняя общеобразовательная школа № 1 — ул. Ленина, 109[21].
- Средняя общеобразовательная школа № 2 — ул. Братьев Безировых, 67.
- Средняя общеобразовательная школа № 3 — ул. Бекалдиева, 20.
- Дошкольное учреждение Детский сад № 1 — ул. Ленина, 62.
- Дошкольное учреждение Детский сад № 21 — ул. Ленина, 71.
- Детско-юношеская спортивная школа — ул. Ленина, 64.

## Здравоохранение
- Участковая больница — ул. Ленина, 107.

## Культура
- Дом культуры
- Спортивный комплекс «Псыгансу»

Общественно-политические организации:
- Адыгэ Хасэ
- Совет ветеранов труда и войны

## Ислам
В селе действует две мечети, третья строится.

## Экономика
Наиболее развитые отрасли сельского хозяйства — возделывания злаковых культур и садоводство.

## Улицы
На территории села зарегистрировано 25 улиц:
| Артабаева         |
| Бекалдиева        |
| Братьев Безировых |
| Ватутина          |
| Дзугурова         |
| Жерукова          |
| Жукова            |
| Калмыкова         |
| Кардангушева      |

| Кясовой      |
| Ленина       |
| Лермонтова   |
| Мизова       |
| Мисостишхова |
| Октябрьская  |
| Первомайская |
| Садовая      |

| Советская   |
| Степная     |
| Унагасова   |
| Хасанова    |
| Центральная |
| Чапаева     |
| Шибзухова   |
| Яхогоева    |

## Известные уроженцы
Родившиеся в Псыгансу:
- Кардангушев Зарамук Патурович (1918—2008) — член Союза писателей СССР, этнограф, собиратель старинных адыгских (черкесских) песен и устного фольклора, народный артист КБАССР.
- Яхогоев Михаил Ардашукович (1919—1990) — Герой Советского Союза.
- Жеруков Борис Хажмуратович (1958—2012) — экс-депутат парламента КБР, глава партии Единая Россия по КБР, ректор КБГСХА.
- Гедуев Аниуар Борисович (1987) — борец вольного стиля. Заслуженный мастер спорта России. Серебряный призёр Олимпийских игр в Рио-де Жанейро (2016).